# Фонгенан
Фонгенан (фр. Fontguenand) насеље је и општина у централној Француској у региону Центар (регион), у департману Ендр која припада префектури Шаторо.
По подацима из 2011. године у општини је живело 236 становника, а густина насељености је износила 12,94 становника/km². Општина се простире на површини од 18,24 km². Налази се на средњој надморској висини од 100 метара (максималној 141 m, а минималној 86 m).

## Демографија
| 1962. | 1968. | 1975. | 1982. | 1990. | 1999. | 2011. |
| ----- | ----- | ----- | ----- | ----- | ----- | ----- |
| 275   | 284   | 252   | 240   | 223   | 230   | 236   |

График промене броја становника у току последњих година